# Helene Gehse
Helene Gehse (* 3. April 1902 in Braunschweig; † 23. August 1982 in Berlin) war eine deutsche Politikerin (SPD).
Helene Gehse war eine Tochter eines Verkehrsinspektors und studierte zunächst Philologie an der Universität Berlin, brach aber das Studium ab. Sie arbeitete als Sekretärin an verschiedenen Gesellschaften und Körperschaften, zuletzt beim „Reichsausschuß der deutschen Jugendverbände“, wo Hermann Maaß Geschäftsführer war. Gehse schrieb auch bei der Zeitschrift „Das junge Deutschland“. Mit der „Machtergreifung“ der Nationalsozialisten 1933 wurde Maaß entlassen, er bat aber Gehse trotz der „Gleichschaltung“ aller Jugendverbände beim „Reichsausschuß“ zu bleiben. Dadurch wurde sie dem „Jugendführer des Deutschen Reiches“ Baldur von Schirach unterstellt. Sie konnte im Verborgenen Maaß und auch Bruno Leuschner mit Informationen versorgen.
Nach dem Zweiten Weltkrieg war Gehse Leiterin eines Fremdsprachen- und Übersetzungsbüro, später in der wissenschaftlichen Abteilung bei der SPD Berlin. Bei der Berliner Wahl 1948 kandidierte sie, konnte aber erst im Februar 1949 für Georg Stücklen nachrücken. Auch bei der folgenden Wahl 1950 konnte Gehse erst im Juni 1951 für Kurt Arnold nachrücken, 1954 schied sie endgültig aus dem Parlament aus.